# Todo por ustedes
Todo por ustedes es el primer álbum en vivo del cantante español David Bisbal. Fue puesto a la venta el 29 de marzo de 2005 junto a un DVD de la gira en edición digi pack de lujo.
El doble DVD contiene el concierto íntegro, un making of de la gira "Bulería Tour", documentales inéditos del álbum Bulería y de su paso por América Latina y Estados Unidos, una entrevista y muchos más extras, entre los que destacan un amplio álbum fotográfico de la gira y un juego interactivo, con unas imágenes inéditas y muy especiales[cita requerida] de David Bisbal de regalo. Más de 5 horas de imágenes y contenidos extras. Además, incluye un CD con 12 canciones en directo del repertorio de los conciertos, incluido el tema "Todo por ustedes", que David Bisbal presentó en el transcurso de la gira, y 2 temas inéditos grabados en estudio, "Dame el amor" y "Apiádate de mí".

## Discos
Disc 1 (DVD en vivo)
1. Intro Concierto Bisbal Bulería (Kike Santander)
2. Ángel de la noche
3. Fuiste mía
4. Camina y ven
5. Se acaba
6. Corazón latino
7. Permítame señora
8. Quiero perderme en tu cuerpo
9. Ave María
10. Previo "Como será" (Alberto Estébanez)
11. Como será
12. Desnúdate mujer
13. Cómo olvidar
14. Dígale
15. Esta ausencia
16. Lloraré las penas
17. Me derrumbo
18. Bulería
19. Todo por ustedes
20. Amores del Sur
21. Oye el boom
22. Making of de la "Gira Bulería"
23. Opción Multiángulo

Disc 2 (DVD) 
1. Documental "Bulería" en España
2. David Bisbal en América
3. Premios
4. Entrevista
5. Extras
6. [DVD ROM]

Disc 3 (Disco en vivo) 

| N.º | Título                                | Escritor(es)                                                           | Duración |  |
| 1.  | «Camina y ven»                        | Kike Santander                                                         | 4:32     |  |
| 2.  | «Corazón latino»                      | Jordi Cubino                                                           | 4:00     |  |
| 3.  | «Quiero perderme en tu cuerpo»        | Kike Santander                                                         | 4:21     |  |
| 4.  | «Esta ausencia»                       | Kike Santander                                                         | 5:17     |  |
| 5.  | «Ave María»                           | Kike Santander / Gustavo Santander                                     | 6:12     |  |
| 6.  | «Desnúdate mujer»                     | David Bisbal / José Miguel Velásquez                                   | 4:51     |  |
| 7.  | «Dígale»                              | Gustavo Santander / Christian Leuzzi                                   | 5:29     |  |
| 8.  | «Lloraré las penas»                   | José Miguel Velásquez / Rayito                                         | 4:51     |  |
| 9.  | «Me derrumbo (Crumbling)»             | Jess Cates / Aarón Benward - Adaptación: David Bisbal / Felipe Pedroso | 4:17     |  |
| 10. | «Bulería»                             | Kike Santander / Gustavo Santander                                     | 4:18     |  |
| 11. | «Todo por ustedes»                    | David Bisbal / Jose Abraham                                            | 6:30     |  |
| 12. | «Oye el boom»                         | Kike Santander                                                         | 4:59     |  |
| 13. | «Dame el amor (Versión de estudio)»   | Daniel Ambrojo                                                         | 3:39     |  |
| 14. | «Apiádate de mi (Versión de estudio)» | Gustavo Santander / Daniel Betancourt                                  | 4:42     |  |

### Temas inéditos
- "Todo por ustedes (Versión Estudio-Demo)" (David Bisbal / José Abraham) --> Canción que finalmente no entró en "Todo por ustedes" siendo añadida posteriormente en uno de los CD de "Premonición live".